# М-56 (хаубица)
М-56 је хаубица произведена у СФР Југославији. Производња овог артиљеријског оруђа је била покушај да се разноврсни инострани модели (њемачки, амерички, совјетски) лаких хаубица замијене домаћим моделом. Базирана је на америчкој хаубици М101 из Другог светског рата, тада у наоружању ЈНА.
Дужина цијеви је 3.48 m са гасном кочницом на устима цијеви, хидрауличким ублаживачем удара, хидропнеуматским повратником изнад и испод цијеви и хоризонталним затварачем. Лафет је двокраки са лопатастим дијелом на крајевима лафетних ногу.
Двије врсте точкова су кориштене: пумпане гуме и челичне са ободом од гуме (као на њемачким оруђима из Другог светског рата).
Нишани су панорамски повећања *4, ПТ (противтенковски) *2 и артиљеријски квадрант.
Муниција има сљедеће пројектиле, који се могу испаљивати брзином до 16 у минути:
- високоексплозивни тежине 15
- задимљавајући тежине 15.8
- пробојни трасер
- високоексплозивни ПТ трасер са деформирајућом главом (ХЕСХ-Т). Тежина 10 kg, пробојност 100 mm оклопа при углу 30 степени.

Хаубица М-56 има послугу од 11 људи и нормално је вуче ТАМ 1500 камион са погоном на сва 4 точка.
Кориштена је у ратовима током распада СФР Југославије, а извезена је и у сљедеће земље: Бурма, Кипар, Салвадор, Гватемала, Индонезија, Иран и Перу.